# زبان پالی

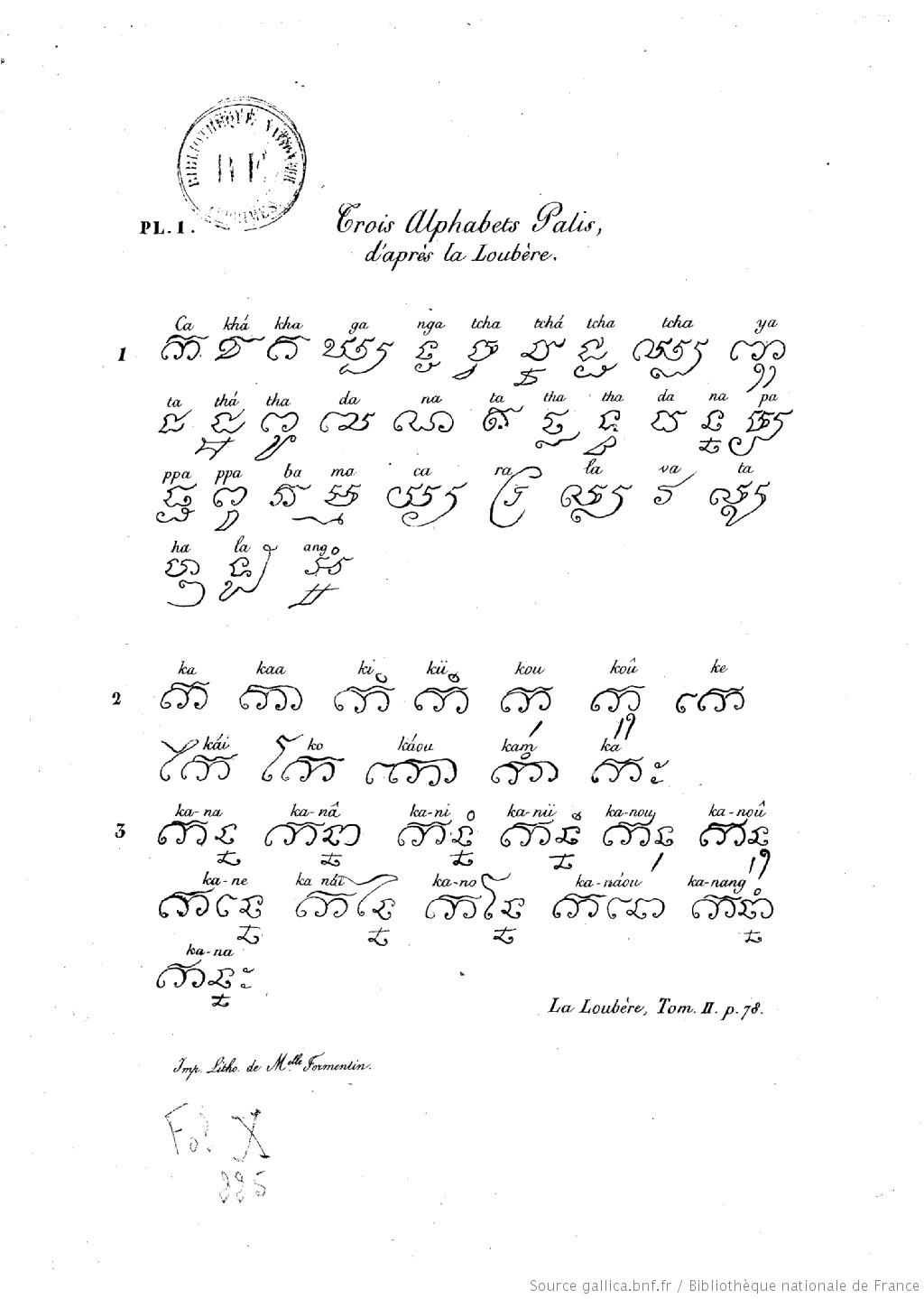
نمونهٔ الفبای پالی

پالی (به انگلیسی: Pali) یکی از زبان‌های هندوآریایی در شبه‌قاره هند است. شماری از کهن‎ترین متن‌های به‌دست‌آمدهٔ بودایی بدین زبان نوشته شده‌است. خود پالی زیرشاخه‌ای از پراکریت است. از کتاب‌های نوشته‌شده بدین زبان می‌توان از تی‌پی‌تاکا نام برد.
نخستین نمونه‌های نوشته‌شدهٔ این زبان مربوط به سری‌لانکا می‌باشد. امروزه آموزش پالی بیشتر جهت دسترسی به متن‌های کهن بودایی و نیز اجرای سرودهای مذهبی‌است. 